# Fina Rifà
Josefina Rifà i Llimona (Palma, 1939), coneguda com a Fina Rifà, és una il·lustradora i mestra catalana. Centrada artísticament en el públic infantil, la seva trajectòria professional ha estat lligada de manera permanent a la il·lustració de llibres i a la revista juvenil Cavall Fort.

## Trajectòria
Fina Rifà, filla d'una família barcelonina, va néixer a Palma l'estiu del 1939 i ha viscut sempre a Barcelona. Ha tingut una formació artística molt diversa: dibuix al Cercle Artístic de Sant Lluc i pintura als tallers de Núria Llimona, Josep Serra Llimona i posteriorment als cursos de Xavier Serra de Rivera a l'Escola Eina. També passà per les escoles de Llotja i Belles Arts de Barcelona. Dedicada professionalment a la il·lustració i a l'ensenyament com a mestra, també ha dissenyat cartells per a entitats culturals i cíviques, logotips, auques, portades de CDs, discos i cassets i col·labora, puntualment o de manera contínua, en diverses revistes com Cavall Fort.
Al llarg des anys 1960 va tenir una estreta relació amb l'empresa Didó per a la que va dissenyar material didàctic pensat sobretot per a escoles, algunes joguines, així com el packaging de moltes altres. El tren Carrilet, dissenyat conjuntament amb Anton Font, va ser seleccionat als premis Delta de l'ADI-FAD l'any 1967 i se'n conserva un exemplar al fons del Museu del Disseny de Barcelona.
Pel que fa a l'àmbit acadèmic, ha publicat articles sobre expressió plàstica i teoria de la il·lustració en revistes especialitzades. Ha participat com a professora a les Escoles d'Estiu, ha impartit cursos de formació de mestres a l'ICE de la Universitat de Barcelona i de la Universitat Autònoma de Barcelona i ha impartit cursos d'il·lustració a l'Escola Professional de la Diputació de Barcelona. En paral·lel, ha estat membre de la junta de l'Associació Professional d'Il·lustradors de Catalunya (APIC), de la qual va ser presidenta durant els anys 1986 i 1987. A més a més, ha estat representant d'aquesta associació a les juntes del Consell Català del Llibre per a Infants i Joves i de l'Associació Catalana d'Amics del Llibre Infantil i Juvenil (ACALI).
A la revista Cavall Fort, Fina Rifà va començar a fer-hi il·lustracions des de l'exemplar número 2, tot establint una continuïtat que amb els anys la va portar a formar part del seu consell de redacció. Hi ha il·lustrat contes i articles sobre temes diversos; a més de dibuixar la sèrie de narracions sobre la història de Catalunya escrites per Maria Novell. També hi ha col·laborat escrivint alguns articles de divulgació. En paral·lel, ha contribuït també de manera periòdica a les revistes infantils Tretzevents i El Tatano.
Amb la il·lustració del llibre Chiribit (1963) de Marta Mata, i Tula, la tortuga (1964) de Maria Àngels Ollé, Fina Rifà va començar una llarga trajectòria com a dibuixant que, a finals dels anys 80, sumava més de dos-cents títols publicats. Entre les diverses editorials catalanes amb les que ha col·laborat destaquen La Galera, Vicens Vives, La Magrana o Cruïlla, que l'han portat a il·lustrar obres d'autors de renom com ara Joaquim Carbó, Miquel Desclot, Mercè Canela i Xesco Boix entre d'altres. A més a més, ha il·lustrat alguns llibres per a adults, com el poemari Si em dónes l'adéu no et prenc pel mot (1979) de Ricard Creus, Nívia (1981) d'Anton Carrera o Ofrena de capvespre (2009) de Jordi Llimona.
Des de l'any 1977 participa amb la seva obra en exposicions individuals i col·lectives en territori català, espanyol i també en diverses ciutats europees. Les més recents corresponen a les individuals que es van fer periòdicament a la Sala Rovira de Barcelona (2000-2010), Dibuixant Històries a l'Institut Montserrat de Barcelona (2012) i la col·lectiva Cambio de luces al Museo ABC de Dibujo e Ilustración de Madrid (2015) i al Museo Patio Herreriano de Valladolid (2016). També participa en Sharing a Future: Books in Catalan dins la col·lectiva Vet aquí una vegada… / C’era una volta… de la Bologna Children's Book Fair (2017). Fina Rifà va ser una de les artistes presents a l'exposició Som aquí. Les dones en el disseny 1900-avui, organitzada el 2023 pel Museu del Disseny de Barcelona, que recuperava les dissenyadores pioneres dels anys 1960, 1970 i 1980 a Catalunya.
L'any 2019 guanya el Premi Maria Rius convocat per les llibreries Laie i La Caixa d'Eines en reconeixement de la trajectòria professional d'un il·lustrador o d'una il·lustradora que, amb una expressió artística pròpia, sigui un referent per haver apropat la lectura als més petits.

### Estil artístic
Fina Rifà empra un dibuix net que combina amb un ús vaporós de la tècnica aiguada. La seva línia, que defineix contorns, és orgànica, fluida i considerada com a molt dinàmica. El seu traç és net i segur, fet amb una excel·lent economia de mitjans. Ha practicat tècniques diferents amb preferència per la combinació de ploma negra amb tintes i llapis suaus. Durant els seus inicis il·lustratius emprava el color com a complement del dibuix, però després va evolucionar l'estil tot conferint-li valor propi.
El seu doble vessant d'il·lustradora i mestra ha motivat una preocupació per aconseguir una màxima interrelació entre textos i dibuixos; clars, entenedors i amb una voluntat formativa, comunicativa i alhora estètica, especialment a l'abast del públic novell en la lectura. Traça personatges infantils, joves i ancians amb un rol de marcada activitat i responsables en la seva alegria de viure, que pel fet de ser naturals en les seves manifestacions resulten agradablement didàctics. En conseqüència, es mostren pedagògics a l'hora de comportar-se amb sincera llibertat i amb imaginació positiva.

## Obres destacades
Algunes de les seves obres i col·laboracions artístiques més destacades són:
- Chiribit, de Marta Mata (1963)
- Tula la Tortuga, de Maria Àngels Ollé (1964)
- Rínxols d'Or, de Marta Mata (1970)
- Tris Tras, primeres lectures, de Marta Mata, Josep M. Cormand i Montserrat Correig (1979)
- Si em dones l'adeu no et prenc pel mot, de Ricard Creus (1979)
- Nívia, d'Anton Carrera (1981)
- El núvol gris, gras i gros, d'Antoni Cuadrench (1988)
- Més música, mestre!, de Miquel Desclot (2001)
- Ofrena de Capvespre, de Jordi Llimona (2009)